# Cymophorus heteropygus
Cymophorus heteropygus är en skalbaggsart som beskrevs av Moser 1913. Cymophorus heteropygus ingår i släktet Cymophorus och familjen Cetoniidae. Inga underarter finns listade i Catalogue of Life.